# Cratere Zenobia
Zenobia è un cratere da impatto sulla superficie di Venere. È intitolato a Zenobia (in aramaico palmireno 𐡡𐡶𐡦𐡡𐡩?, Bat-Zabbai), prima e unica regina di Palmira dal 267 al 272.